# Jaskinia pod Głazem
Jaskinia pod Głazem – jaskinia w Dolinie Kościeliskiej w Tatrach Zachodnich. Wejście do niej znajduje się w Kominiarskim Wierchu, w pobliżu grani prowadzącej w kierunku Raptawickiej Turni, nad Doliną Smytnią, w pobliżu Jaskini w Kosówkach i Jaskini Skośnej, na wysokości 1754 metrów n.p.m. Długość jaskini wynosi 8 metrów, a jej deniwelacja 5 metrów.

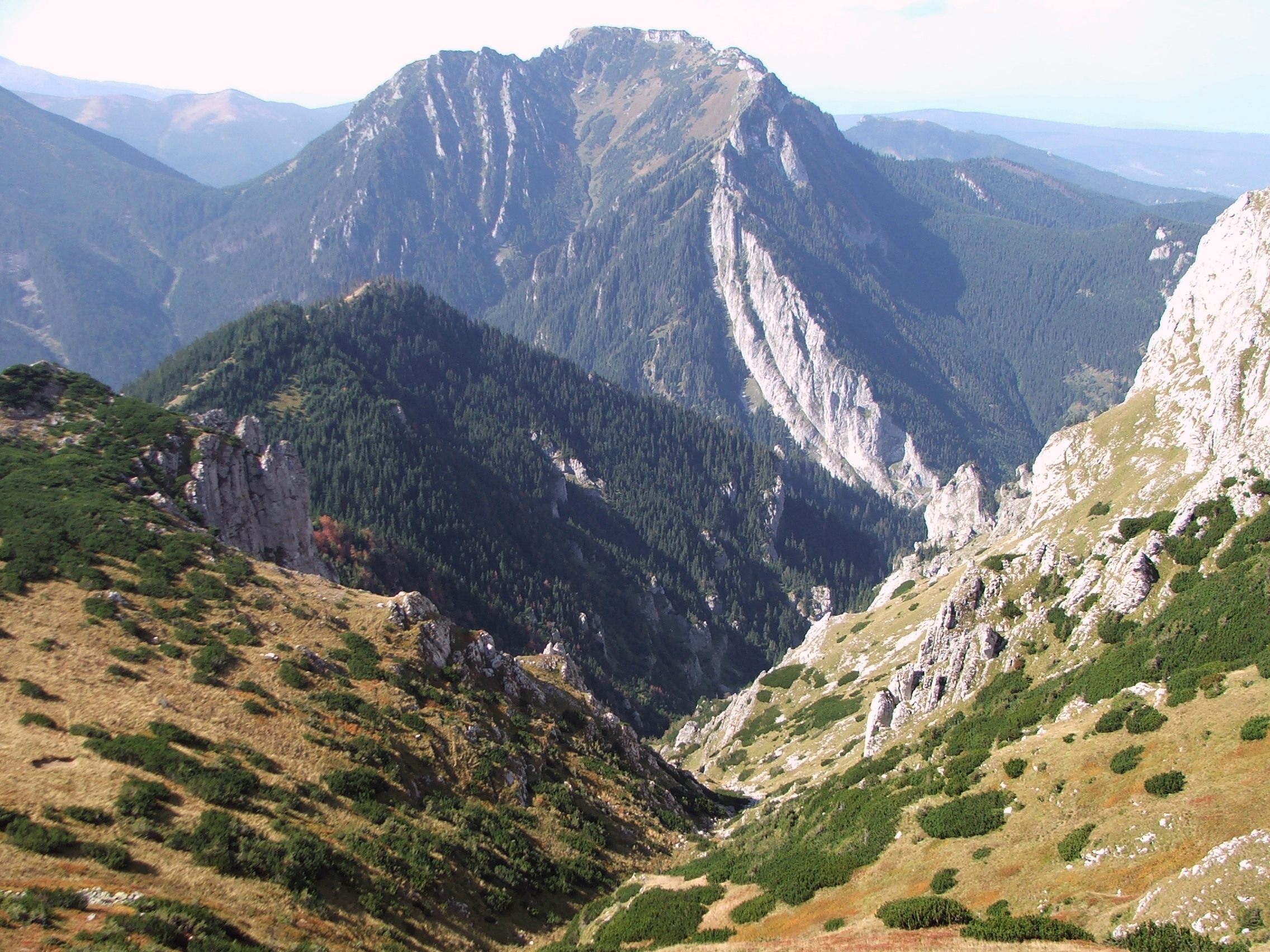
Kominiarski Wierch od strony Raptawickiej Grani

## Opis jaskini
Jaskinię stanowi studnia, do której prowadzi mały otwór wejściowy. Z jej dna odchodzi w dół szczelinowy korytarzyk z zaciskiem. Otwór wejściowy prawie w całości nakryty jest głazem, stąd nazwa jaskini.

## Przyroda
W jaskini brak jest nacieków. Ściany są wilgotne, rosną na nich mchy.

## Historia odkryć
Jaskinię odkryli w 1965 roku grotołazi z AKT Poznań. Jej pierwszy plan i opis sporządził A. Rösler w 1967 roku.